# J. G. Jones
Pour les articles homonymes, voir Jones et Jeffrey Jones (homonymie).
Jeffrey Glen Jones, né le 24 avril 1962, à Baton Rouge, est un artiste de comics américain qui est connu pour son travail sur des titres comme Wanted et Final Crisis.

## Biographie

### Études
Jeffrey G. Jones a grandi à Walker, en Louisiane et a étudié à l'Université d'État de Louisiane et à l'Université d'État de New York à Albany, où il a obtenu un Master en Beaux-Arts.

### Carrière
Après avoir travaillé pour un journal à Brooklyn, J. G. Jones fait ses débuts dans l'industrie de la bande dessinée en 1994, en dessinant Dark Dominion pour Defiant Comics. Il est surtout connu pour son travail en tant qu'artiste de couvertures sur diverses séries de bandes dessinées, dont Y, Le Dernier Homme de Brian K. Vaughan et pour DC Comics, la série limitée en six numéros Villains United écrit par Gail Simone, ainsi que les 52 couvertures pour la maxi-série 52.
En 1999, J. G. Jones et l'écrivain Devin K. Grayson ont présenté le personnage de Yelena Belova dans la série de la Veuve Noire. L'année suivante, Jones a travaillé avec le scénariste Grant Morrison sur la série limitée Marvel Boy. Ses autres travaux de dessins intérieurs incluent Wonder Woman: The Hiketeia écrit par Greg Rucka, et Wanted de Mark Millar publié par Top Cow Productions.
J. G. Jones devait être le seul artiste sur la série limitée de Grant Morrison chez DC, Final Crisis. En raison de retards, il a été assisté par les artistes Carlos Pacheco, Marco Rudy et Doug Mahnke pour les numéros 4 à 6 et remplacé pour le numéro 7 par Mahnke. Jones a noté que « les problèmes pour réaliser la série sont de mon fait. J'aime l'art de Doug Mahnke et il aurait sans doute été un meilleur choix pour dessiner cette série en premier lieu ».
Depuis lors, Jones fournit essentiellement des couvertures pour DC Comics pour des titres comme Batman and Robin, Doc Savage, Frankenstein, Agent of S. H. A. D. E. et Mister Terrific. Le scénariste Brian Azzarello et J. G. Jones ont collaboré sur la série limitée Before Watchmen: Comedian en 2012-2013,. Jones et l'écrivain Mark Waid ont produit Strange Fruit pour Boom! Studios en juillet 2015.

### Maladie
Au tout début des années 2010, il découvre après un contrôle de routine chez le médecin, être atteint de la maladie de Vaquez. La maladie est gérable pendant sept ou huit ans mais se transforme en splénomégalie myéloïde. Il bénéficie alors d'une greffe de moelle osseuse.

## Publications

### Dessins intérieurs
- 1994 : Dark Dominion no 7–9 : "Once a Hero!" (avec Len Wein, Defiant Comics)
- 1994-1995 : Rant no 1–2 (avec Jonathan Larsen, Boneyard Press)
- Fatale (avec Jim Shooter et Jay Jay Jackson, Broadway Comics):
  - 1995 : "Fatale" (dans Powers That Be no 1)
  - 1996 : "Inherit the Earth" (dans Fatale no 1–6)
- 1997 : Shi: Rekishi no 1–2 (avec Christopher Golden, Crusade Comics)
- 1997 : Tomoe: Unforgettable Fire: "The Face You Had Before You Were Born" (avec Tony Bedard, one-shot, Crusade Comics)
- 1997 : Shi: The Series no 1–3, 5 (avec Tony Bedard, Crusade Comics)
- 1998 : Shi: Black, White and Red no 1–2 (avec Thomas E. Sniegoski, Crusade Comics)
- 1998 : Painkiller Jane/Darkchylde: "Lost in a Dream" (avec Brian Augustyn, one-shot, Event Comics)
- 1999 : Black Widow no 1–3: "The Itsy-Bitsy Spider" (avec Devin K. Grayson, Marvel Comics)
- 1999 : Webspinners: Tales of Spider-Man no 12 : "Perchance to Dream" (avec Paul Jenkins, Marvel Comics)
- 2000–2001 : Marvel Boy no 1–6 (avec Grant Morrison, Marvel Comics)
- 2002 : Wonder Woman: The Hiketeia (avec Greg Rucka, roman graphique, DC Comics)
- 2003–2005 : Wanted no 1–6 (avec Mark Millar, Top Cow)
- 2004 : The Avengers no 503 (avec Brian Michael Bendis, parmi d'autres artistes, Marvel Comics)
- 2006 : 52 no 16 : "The Origin of Black Adam" (avec Mark Waid, DC Comics)
- 2008–2009 : Final Crisis no 1–6 (avec Grant Morrison, Carlos Pacheco et Doug Mahnke, DC Comics)
- 2010 : DC Universe: Legacies no 1 : "Snapshot: Reflection!" (avec Len Wein, DC Comics)
- 2011 : Doc Savage no 13–17 (script, avec Qing Ping Mui (artiste), DC Comics)
- 2012–2013 : Before Watchmen: Comedian no 1–6 (avec Brian Azzarello, DC Comics)
- 2015 : Strange Fruit no 1–4 (avec Mark Waid, Boom! Studios)

### Couvertures
- 1997–1998 : Shi: The Series no 4, 6 (Crusade Comics)
- 1999 : Warlock no 1 (Marvel Comics, )
- 1999 : Peter Parker: Spider-Man Annual '99 (Marvel Comics)
- 2000 : Aria/Angela no 1 (Image Comics)
- 2000 : Gatecrasher: Ring of Fire no 1–2 (Black Bull Comics)
- 2000 : Weather Woman no 1 (CPM Manga)
- 2000-2001 : Wildcats no 13–17 (WildStorm)
- 2001 : Just a Pilgrim no 1 (Black Bull Comics)
- 2001 : Birds of Prey no 31 (DC Comics)
- 2001 : Transmetropolitan no 46–48 (Vertigo)
- 2001-2003 : Codename: Knockout no 3, 15–23 (Vertigo)
- 2001-2006 : Nightwing no 59, 125 (DC Comics)
- 2002 : Superboy no 94 (DC Comics)
- 2002 : Just a Pilgrim: Garden of Eden no 2 (Black Bull Comics)
- 2002–2004 : Y: The Last Man no 1–17 (Vertigo)
- 2002 : The Resistance no 1 (WildStorm)
- 2002-2003 : Catwoman no 12–16 (DC Comics)
- 2003 : Captain Marvel no 5 (Marvel Comics)
- 2003 : Captain America: What Price Glory? no 2 (Marvel Comics)
- 2003 : The Avengers no 65–71 (Marvel Comics)
- 2004-2006 : Wonder Woman no 200–203, 205–210, 212–213, 215–226 (DC Comics)
- 2005-2006 : Red Sonja no 2, 14 (Dynamite Entertainment)
- 2005 : Serenity no 1 (Dark Horse Comics)
- 2005 : Villains United no 1–6 (DC Comics)
- 2005 : Army of Darkness vs. Re–Animator no 1 (Dynamite Entertainment)
- 2005 : Helios: In with the New no 1 (Speakeasy Comics)
- 2006 : Captain Atom: Armageddon no 2, 5, 8 (WildStorm)
- 2006-2007 : 52 no 1–52 (DC Comics)
- 2006 : Savage Dragon no 128 (Image Comics)
- 2006 : Snakes on a Plane no 1 (WildStorm)
- 2007 : Deathblow no 2 (WildStorm)
- 2007 : Justice League of America no 4 (DC Comics)
- 2007 : Countdown to Final Crisis no 23, 35 (DC Comics)
- 2007 : Potter's Field no 1 (Boom! Studios)
- 2007 : Supernatural: Origins no 6 (WildStorm)
- 2008 : Final Crisis: Requiem no 1 (DC Comics)
- 2009 : Final Crisis no 7 (DC Comics)
- 2009 : Batman no 687 (DC Comics)
- 2009-2011 : Batman and Robin no 1, 22–26 (DC Comics)
- 2009 : Batman: Streets of Gotham no 1 (DC Comics)
- 2009 : Detective Comics no 854 (DC Comics)
- 2009 : Gotham City Sirens no 1 (DC Comics)
- 2009 : Red Robin no 1 (DC Comics)
- 2009 : The Outsiders no 19 (DC Comics)
- 2009 : The Shield no 1 (DC Comics)
- 2009 : The Web no 1 (DC Comics)
- 2009 : Batman/Doc Savage Special no 1 (DC Comics)
- 2010–2011 : First Wave no 1–6 (DC Comics)
- 2010–2011 : Doc Savage no 1–12 (DC Comics)
- 2010 : Gen¹³ no 37 (WildStorm)
- 2011 : First Wave Special no 1 (DC Comics)
- 2011 : Brightest Day Aftermath: The Search no 1 (DC Comics)
- 2011 : Green Lantern no 67 (DC Comics)
- 2011 : Flashpoint: Hal Jordan no 3 (DC Comics)
- 2011–2012 : Frankenstein, Agent of S.H.A.D.E. no 1–7 (DC Comics)
- 2011–2012 : Mister Terrific no 1–8 (DC Comics)
- 2018 : Firefly no 1 (couverture variante, Boom! Studios)
- 2018–2019 : Heroes in Crisis no 1 (couverture variante, DC Comics)

## Distinctions

### Récompenses
- 2006 : Wizard Fan Awards : « Meilleur Artiste de Couverture » pour 52[16].

### Nominations
- 2002 : Nomination pour le Prix Eisner du « Meilleur Artiste de Couverture », pour Codename: Knockout et Transmetropolitan[17].
- 2006 : Nomination pour le Prix Eisner du  « Meilleur Dessinateur/Encreur », pour Wanted[18].
- 2007 : Nomination pour le Prix Eisner du « Meilleur Artiste de Couverture », pour 52[19].